# 안무

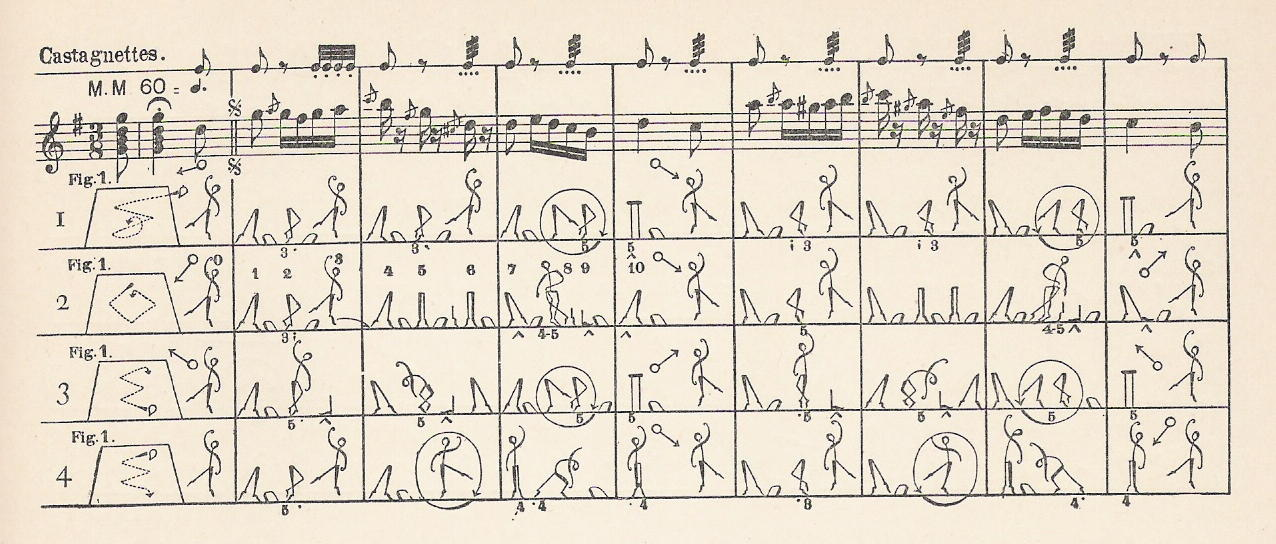
스페인 춤 카추차의 안무는 댄스 표기법을 사용하여 묘사된다.

안무(按舞, 영어: choreography)는 일련의 움직임을 디자인하는 예술로, 이 움직임 안에서 운동이나 형태가 규정된다. 안무를 전문으로 하는 사람을 안무가나 무용가라고 부른다. 안무는 응원, 촬영, 춤, 체조, 패션쇼, 빙상 스케이트, 행진 밴드, 연극, 싱크로나이즈드 스위밍 따위의 분야에서 쓰인다.
안무의 영어 낱말 choreography는 1950년대에 미국의 영어 사전에 처음 등장하였다.

## 같이 보기
- 안무가 목록
- 메트르 드 발레
- 영화 편집
- 뮤직 비디오
- 분류:발레 안무가